# Stanley-Cup-Playoffs 1998
Die Playoffs um den Stanley Cup des Jahres 1998 begannen am 22. April 1998 und endeten am 16. Juni 1998 mit dem 4:0-Sieg der Detroit Red Wings gegen die Washington Capitals. Die Red Wings gewannen somit ihren zweiten Titel in Folge sowie den insgesamt neunten ihrer Franchise-Geschichte. Darüber hinaus stellten sie in Person von ihrem Mannschaftskapitän Steve Yzerman den mit der Conn Smythe Trophy ausgezeichneten Most Valuable Player der Playoffs, der auch die Scorerliste der post-season anführte. Die unterlegenen Washington Capitals standen in ihrem ersten Stanley-Cup-Finale und waren zudem das vierte Team in Folge, das das Finale durch einen Sweep verlor. Bis heute (Stand: Playoffs 2025) markieren die Playoffs 1998 das letzte Mal, dass ein Finale in einem Sweep endete. Die nächste Titelverteidigung gelang erst den Pittsburgh Penguins im Jahr 2017.
Die Chicago Blackhawks verpassten zum ersten Mal seit 1969 die Playoffs, sodass die zu diesem Zeitpunkt zweitlängste Serie von 28 Playoff-Teilnahmen in Folge ein Ende fand; nur eine Teilnahme weniger als die 29-jährige und bisher längste Serie der Boston Bruins, die erst im Vorjahr geendet hatte. Ferner verpassten zum ersten Mal in der Liga-Historie beide Teams aus New York (Rangers und Islanders) die post-season.

## Modus
Nachdem sich aus jeder Conference die beiden Divisionssieger sowie die sechs weiteren punktbesten Teams der Conference qualifiziert haben, starten die im K.-o.-System ausgetragenen Playoffs. Dabei trifft der punktbeste Divisionssieger auf das achte und somit punktschlechteste qualifizierte Team, die Nummer 2 dieser Rangliste auf die Nummer 7 usw. Durch diesen Modus ist es möglich, dass eines oder mehrere qualifizierte Teams mehr Punkte als einer der Divisionssieger erzielt haben. Das gleiche Prinzip wird zur Bestimmung der Begegnungen der zweiten Playoff-Runde genutzt.
Jede Conference spielt in der Folge im Conference-Viertelfinale, Conference-Halbfinale und im Conference-Finale ihren Sieger aus, der dann im Finale um den Stanley Cup antritt. Alle Serien jeder Runde werden im Best-of-Seven-Modus ausgespielt, das heißt, dass ein Team vier Siege zum Erreichen der nächsten Runde benötigt. Das höher gesetzte Team hat dabei in den ersten beiden Spielen Heimrecht, die nächsten beiden das gegnerische Team. Sollte bis dahin kein Sieger aus der Runde hervorgegangen sein, wechselt das Heimrecht von Spiel zu Spiel. So hat die höher gesetzte Mannschaft in den Spielen 1, 2, 5 und 7, also vier der maximal sieben Spiele, einen Heimvorteil. Der Sieger der Eastern Conference wird mit der Prince of Wales Trophy ausgezeichnet und der Sieger der Western Conference mit der Clarence S. Campbell Bowl.
Bei Spielen, die nach der regulären Spielzeit von 60 Minuten unentschieden bleiben, folgt die Overtime. Sie endet durch das erste erzielte Tor (Sudden Death).

## Qualifizierte Teams
| Atlantic Division - (1) New Jersey Devils - (3) Philadelphia Flyers - (4) Washington Capitals Northeast Division - (2) Pittsburgh Penguins - (5) Boston Bruins - (6) Buffalo Sabres - (7) Canadiens de Montréal - (8) Ottawa Senators | Central Division - (1) Dallas Stars - (3) Detroit Red Wings - (4) St. Louis Blues - (6) Phoenix Coyotes Pacific Division - (2) Colorado Avalanche - (5) Los Angeles Kings - (7) Edmonton Oilers - (8) San Jose Sharks |

## Playoff-Baum
|  | Conference-Viertelfinale                              | Conference-Viertelfinale | Conference-Viertelfinale |                    | Conference-Halbfinale | Conference-Halbfinale | Conference-Halbfinale |                     |              | Conference-Finale | Conference-Finale | Conference-Finale |  |  | Stanley-Cup-Finale | Stanley-Cup-Finale | Stanley-Cup-Finale |
|  |                                                       |                          |                          |                    |                       |                       |                       |                     |              |                   |                   |                   |  |  |                    |                    |                    |
|  | 1                                                     | New Jersey Devils        | 2                        |                    | 4                     | Washington Capitals   | 4                     |                     |              |                   |                   |                   |  |  |                    |                    |                    |
|  | 8                                                     | Ottawa Senators          | 4                        | 8                  | Ottawa Senators       | 1                     |                       |                     |              |                   |                   |                   |  |  |                    |                    |                    |
|  |                                                       |                          |                          |                    |                       |                       |                       |                     |              |                   |                   |                   |  |  |                    |                    |                    |
|  | 2                                                     | Pittsburgh Penguins      | 2                        | Eastern Conference | Eastern Conference    | Eastern Conference    |                       |                     |              |                   |                   |                   |  |  |                    |                    |                    |
|  | 2                                                     | Pittsburgh Penguins      | 2                        | Eastern Conference | Eastern Conference    | Eastern Conference    |                       |                     |              |                   |                   |                   |  |  |                    |                    |                    |
|  | 7                                                     | Canadiens de Montréal    | 4                        |                    |                       |                       |                       |                     |              |                   |                   |                   |  |  |                    |                    |                    |
|  | 7                                                     | Canadiens de Montréal    | 4                        | 4                  | Washington Capitals   | 4                     |                       |                     |              |                   |                   |                   |  |  |                    |                    |                    |
|  |                                                       |                          |                          | 4                  | Washington Capitals   | 4                     |                       |                     |              |                   |                   |                   |  |  |                    |                    |                    |
|  |                                                       | 6                        | Buffalo Sabres           | 2                  |                       |                       |                       |                     |              |                   |                   |                   |  |  |                    |                    |                    |
|  | 3                                                     | 6                        | Buffalo Sabres           | 2                  | Philadelphia Flyers   | 1                     |                       |                     |              |                   |                   |                   |  |  |                    |                    |                    |
|  | 3                                                     |                          |                          |                    | Philadelphia Flyers   | 1                     |                       |                     |              |                   |                   |                   |  |  |                    |                    |                    |
|  | 6                                                     | Buffalo Sabres           | 4                        |                    |                       |                       |                       |                     |              |                   |                   |                   |  |  |                    |                    |                    |
|  | 6                                                     | Buffalo Sabres           | 4                        |                    |                       |                       |                       |                     |              |                   |                   |                   |  |  |                    |                    |                    |
|  |                                                       |                          |                          |                    |                       |                       |                       |                     |              |                   |                   |                   |  |  |                    |                    |                    |
|  | 4                                                     | Washington Capitals      | 4                        | 6                  | Buffalo Sabres        | 4                     |                       |                     |              |                   |                   |                   |  |  |                    |                    |                    |
|  | 4                                                     | Washington Capitals      | 4                        | 6                  | Buffalo Sabres        | 4                     |                       |                     |              |                   |                   |                   |  |  |                    |                    |                    |
|  | 5                                                     | Boston Bruins            | 2                        | 7                  | Canadiens de Montréal | 0                     |                       |                     |              |                   |                   |                   |  |  |                    |                    |                    |
|  | 5                                                     | Boston Bruins            | 2                        | 7                  | Canadiens de Montréal | 0                     | E4                    | Washington Capitals | 0            |                   |                   |                   |  |  |                    |                    |                    |
|  | (Die Teams werden nach der ersten Runde neu gesetzt.) |                          |                          |                    |                       |                       | E4                    | Washington Capitals | 0            |                   |                   |                   |  |  |                    |                    |                    |
|  |                                                       | W3                       | Detroit Red Wings        | 4                  |                       |                       |                       |                     |              |                   |                   |                   |  |  |                    |                    |                    |
|  | 1                                                     | W3                       | Detroit Red Wings        | 4                  | Dallas Stars          | 4                     |                       | 1                   | Dallas Stars | 4                 |                   |                   |  |  |                    |                    |                    |
|  | 1                                                     |                          |                          |                    | Dallas Stars          | 4                     |                       | 1                   | Dallas Stars | 4                 |                   |                   |  |  |                    |                    |                    |
|  | 8                                                     | San Jose Sharks          | 2                        | 7                  | Edmonton Oilers       | 1                     |                       |                     |              |                   |                   |                   |  |  |                    |                    |                    |
|  | 8                                                     | San Jose Sharks          | 2                        | 7                  | Edmonton Oilers       | 1                     |                       |                     |              |                   |                   |                   |  |  |                    |                    |                    |
|  |                                                       |                          |                          |                    |                       |                       |                       |                     |              |                   |                   |                   |  |  |                    |                    |                    |
|  | 2                                                     | Colorado Avalanche       | 3                        |                    |                       |                       |                       |                     |              |                   |                   |                   |  |  |                    |                    |                    |
|  | 2                                                     | Colorado Avalanche       | 3                        |                    |                       |                       |                       |                     |              |                   |                   |                   |  |  |                    |                    |                    |
|  | 7                                                     | Edmonton Oilers          | 4                        |                    |                       |                       |                       |                     |              |                   |                   |                   |  |  |                    |                    |                    |
|  | 7                                                     | Edmonton Oilers          | 4                        | 1                  | Dallas Stars          | 2                     |                       |                     |              |                   |                   |                   |  |  |                    |                    |                    |
|  |                                                       |                          |                          | 1                  | Dallas Stars          | 2                     |                       |                     |              |                   |                   |                   |  |  |                    |                    |                    |
|  |                                                       | 3                        | Detroit Red Wings        | 4                  |                       |                       |                       |                     |              |                   |                   |                   |  |  |                    |                    |                    |
|  | 3                                                     | 3                        | Detroit Red Wings        | 4                  | Detroit Red Wings     | 4                     |                       |                     |              |                   |                   |                   |  |  |                    |                    |                    |
|  | 3                                                     |                          |                          |                    | Detroit Red Wings     | 4                     |                       |                     |              |                   |                   |                   |  |  |                    |                    |                    |
|  | 6                                                     | Phoenix Coyotes          | 2                        | Western Conference | Western Conference    | Western Conference    |                       |                     |              |                   |                   |                   |  |  |                    |                    |                    |
|  | 6                                                     | Phoenix Coyotes          | 2                        | Western Conference | Western Conference    | Western Conference    |                       |                     |              |                   |                   |                   |  |  |                    |                    |                    |
|  |                                                       |                          |                          |                    |                       |                       |                       |                     |              |                   |                   |                   |  |  |                    |                    |                    |
|  | 4                                                     | St. Louis Blues          | 4                        | 3                  | Detroit Red Wings     | 4                     |                       |                     |              |                   |                   |                   |  |  |                    |                    |                    |
|  | 5                                                     | Los Angeles Kings        | 0                        | 4                  | St. Louis Blues       | 2                     |                       |                     |              |                   |                   |                   |  |  |                    |                    |                    |

## Conference-Viertelfinale

### Eastern Conference

#### (1) New Jersey Devils – (8) Ottawa Senators
| 22. April 1998 | New Jersey Devils Doug Gilmour (56:36) | 1:2 n. V. (0:0, 0:1, 1:0, 0:1) Spielbericht Stand: 0:1 | Ottawa Senators Alexei Jaschin (38:48) Bruce Gardiner (65:58) | Continental Airlines Arena, East Rutherford, New Jersey Zuschauer: 18.457 |

| 24. April 1998 | New Jersey Devils Dave Andreychuk (9:19) Doug Gilmour (38:58) Doug Gilmour (59:19) | 3:1 (1:1, 1:0, 1:0) Spielbericht Stand: 1:1 | Ottawa Senators Chris Murray (3:38) | Continental Airlines Arena, East Rutherford, New Jersey Zuschauer: 19.040 |

| 26. April 1998 | Ottawa Senators Janne Laukkanen (24:56) Alexei Jaschin (62:47) | 2:1 n. V. (0:0, 1:1, 0:0, 1:0) Spielbericht Stand: 2:1 | New Jersey Devils Bobby Carpenter (20:36) | Corel Centre, Ottawa, Ontario Zuschauer: 18.500 |

| 28. April 1998 | Ottawa Senators Daniel Alfredsson (16:20) Daniel Alfredsson (26:50) Jason York (36:24) Daniel Alfredsson (45:00) | 4:3 (1:1, 2:0, 1:2) Spielbericht Stand: 3:1 | New Jersey Devils Denis Pederson (6:33) Scott Stevens (54:04) Doug Gilmour (58:41) | Corel Centre, Ottawa, Ontario Zuschauer: 18.500 |

| 30. April 1998 | New Jersey Devils Brian Rolston (11:04) Lyle Odelein (28:33) Doug Gilmour (51:52) | 3:1 (1:0, 1:0, 1:1) Spielbericht Stand: 2:3 | Ottawa Senators Igor Krawtschuk (50:38) | Continental Airlines Arena, East Rutherford, New Jersey Zuschauer: 19.040 |

| 2. Mai 1998 | Ottawa Senators Alexei Jaschin (8:28) Janne Laukkanen (26:50) Igor Krawtschuk (59:10) | 3:1 (1:0, 1:1, 1:0) Spielbericht Stand: 4:2 | New Jersey Devils Kevin Dean (25:24) | Corel Centre, Ottawa, Ontario Zuschauer: 18.500 |

#### (2) Pittsburgh Penguins – (7) Canadiens de Montréal
| 23. April 1998 | Pittsburgh Penguins Brad Werenka (27:21) Stu Barnes (58:22) | 2:3 n. V. (0:1, 1:1, 1:0, 0:1) Spielbericht Stand: 0:1 | Canadiens de Montréal Martin Ručínský (12:15) Peter Popovic (36:44) Benoît Brunet (78:43) | Civic Arena, Pittsburgh, Pennsylvania Zuschauer: 14.692 |

| 25. April 1998 | Pittsburgh Penguins Eddie Olczyk (11:13) Stu Barnes (30:42) Stu Barnes (41:12) Ron Francis (59:03) | 4:1 (1:1, 1:0, 2:0) Spielbericht Stand: 1:1 | Canadiens de Montréal Vincent Damphousse (18:29) | Civic Arena, Pittsburgh, Pennsylvania Zuschauer: 16.601 |

| 27. April 1998 | Canadiens de Montréal Martin Ručínský (17:10) Shayne Corson (24:47) Shayne Corson (49:56) | 3:1 (1:1, 1:0, 1:0) Spielbericht Stand: 2:1 | Pittsburgh Penguins Jaromír Jágr (5:33) | Centre Molson, Montréal, Québec Zuschauer: 20.520 |

| 29. April 1998 | Canadiens de Montréal Wladimir Malachow (6:25) Marc Bureau (41:48) Jonas Höglund (57:30) | 3:6 (1:4, 0:1, 2:1) Spielbericht Stand: 2:2 | Pittsburgh Penguins Rob Brown (3:19) Kevin Hatcher (4:43) Jaromír Jágr (16:53) Eddie Olczyk (19:25) Martin Straka (22:59) Jaromír Jágr (59:48) | Centre Molson, Montréal, Québec Zuschauer: 21.273 |

| 1. Mai 1998 | Pittsburgh Penguins Martin Straka (45:45) Jaromír Jágr (53:30) | 2:5 (0:0, 0:2, 2:3) Spielbericht Stand: 2:3 | Canadiens de Montréal Patrice Brisebois (30:33) Shayne Corson (32:02) Mark Recchi (41:01) Vincent Damphousse (58:53) Mark Recchi (59:19) | Civic Arena, Pittsburgh, Pennsylvania Zuschauer: 17.144 |

| 3. Mai 1998 | Canadiens de Montréal Mark Recchi (29:27) Jonas Höglund (34:36) Saku Koivu (46:52) | 3:0 (0:0, 2:0, 1:0) Spielbericht Stand: 4:2 | Pittsburgh Penguins | Centre Molson, Montréal, Québec Zuschauer: 21.273 |

#### (3) Philadelphia Flyers – (6) Buffalo Sabres
| 22. April 1998 | Philadelphia Flyers Rod Brind’Amour (48:29) Chris Gratton (48:48) | 2:3 (0:1, 0:1, 2:1) Spielbericht Stand: 0:1 | Buffalo Sabres Michal Grošek (16:50) Wayne Primeau (38:18) Donald Audette (51:43) | CoreStates Center, Philadelphia, Pennsylvania Zuschauer: 19.610 |

| 24. April 1998 | Philadelphia Flyers Eric Lindros (5:24) Chris Gratton (24:07) John LeClair (56:28) | 3:2 (1:0, 1:0, 1:2) Spielbericht Stand: 1:1 | Buffalo Sabres Michal Grošek (42:33) Dixon Ward (49:22) | CoreStates Center, Philadelphia, Pennsylvania Zuschauer: 19.734 |

| 27. April 1998 | Buffalo Sabres Miroslav Šatan (2:20) Michal Grošek (29:37) Miroslav Šatan (31:29) Darryl Shannon (34:20) Brian Holzinger (35:05) Václav Varaďa (59:23) | 6:1 (1:0, 4:0, 1:1) Spielbericht Stand: 2:1 | Philadelphia Flyers Dan McGillis (53:51) | Marine Midland Arena, Buffalo, New York Zuschauer: 18.595 |

| 29. April 1998 | Buffalo Sabres Dixon Ward (17:37) Miroslav Šatan (19:05) Matthew Barnaby (21:38) Brian Holzinger (25:16) | 4:1 (2:0, 4:0, 0:1) Spielbericht Stand: 3:1 | Philadelphia Flyers Rod Brind’Amour (52:37) | Marine Midland Arena, Buffalo, New York Zuschauer: 18.595 |

| 1. Mai 1998 | Philadelphia Flyers Mike Sillinger (21:49) Dave Babych (53:08) | 2:3 n. V. (0:1, 1:0, 1:1, 0:1) Spielbericht Stand: 1:4 | Buffalo Sabres Jason Woolley (2:29) Donald Audette (48:26) Michal Grošek (65:40) | CoreStates Center, Philadelphia, Pennsylvania Zuschauer: 19.798 |

#### (4) Washington Capitals – (5) Boston Bruins
| 22. April 1998 | Washington Capitals Brian Bellows (16:40) Sergei Gontschar (22:49) Esa Tikkanen (59:38) | 3:1 (1:0, 1:1, 1:0) Spielbericht Stand: 1:0 | Boston Bruins Dmytro Chrystytsch (26:53) | MCI Center, Washington, D.C. Zuschauer: 15.117 |

| 24. April 1998 | Washington Capitals Esa Tikkanen (4:45) Calle Johansson (23:24) Sergei Gontschar (59:23) | 3:4 n. V. (1:0, 1:0, 1:3, 0:0, 0:1) Spielbericht Stand: 1:1 | Boston Bruins Jason Allison (40:54) P. J. Axelsson (46:10) Darren Van Impe (57:03) Darren Van Impe (80:54) | MCI Center, Washington, D.C. Zuschauer: 19.740 |

| 26. April 1998 | Boston Bruins Kyle McLaren (39:00) Dmytro Chrystytsch (50:59) | 2:3 n. V. (0:1, 1:1, 1:0, 0:0, 0:1) Spielbericht Stand: 1:2 | Washington Capitals Sergei Gontschar (18:30) Sergei Gontschar (34:15) Joé Juneau (86:31) | FleetCenter, Boston, Massachusetts Zuschauer: 15.520 |

| 28. April 1998 | Boston Bruins | 0:3 (0:1, 0:1, 0:1) Spielbericht Stand: 1:3 | Washington Capitals Adam Oates (16:10) Adam Oates (22:42) Ken Klee (49:14) | FleetCenter, Boston, Massachusetts Zuschauer: 17.131 |

| 1. Mai 1998 | Washington Capitals | 0:4 (0:0, 0:3, 0:1) Spielbericht Stand: 3:2 | Boston Bruins Sergei Samsonow (22:20) Jason Allison (28:54) Rob DiMaio (38:00) Ray Bourque (55:10) | MCI Center, Washington, D.C. Zuschauer: 19.740 |

| 3. Mai 1998 | Boston Bruins Sergei Samsonow (25:26) Anson Carter (49:13) | 2:3 n. V. (0:1, 1:1, 1:0, 0:1) Spielbericht Stand: 2:4 | Washington Capitals Richard Zedník (6:54) Adam Oates (26:04) Brian Bellows (75:24) | FleetCenter, Boston, Massachusetts Zuschauer: 15.163 |

### Western Conference

#### (1) Dallas Stars – (8) San Jose Sharks
| 22. April 1998 | Dallas Stars Joe Nieuwendyk (2:22) Juha Lind (2:59) Derian Hatcher (23:30) Mike Modano (59:58) | 4:1 (2:1, 1:0, 1:0) Spielbericht Stand: 1:0 | San Jose Sharks Owen Nolan (12:40) | Reunion Arena, Dallas, Texas Zuschauer: 16.928 |

| 24. April 1998 | Dallas Stars Jere Lehtinen (1:25) Derian Hatcher (19:31) Pat Verbeek (36:29) Benoît Hogue (38:26) Pat Verbeek (57:05) | 5:2 (2:0, 2:0, 1:2) Spielbericht Stand: 2:0 | San Jose Sharks Bill Houlder (47:46) Murray Craven (59:02) | Reunion Arena, Dallas, Texas Zuschauer: 16.928 |

| 26. April 1998 | San Jose Sharks John MacLean (25:06) Owen Nolan (26:13) Al Iafrate (41:04) Mike Rathje (56:55) | 4:1 (0:1, 2:0, 2:0) Spielbericht Stand: 1:2 | Dallas Stars Sergei Subow (4:16) | San Jose Arena, San José, Kalifornien Zuschauer: 17.483 |

| 28. April 1998 | San Jose Sharks Andrei Sjusin (66:31) | 1:0 n. V. (0:0, 0:0, 0:0, 1:0) Spielbericht Stand: 2:2 | Dallas Stars | San Jose Arena, San José, Kalifornien Zuschauer: 17.483 |

| 30. April 1998 | Dallas Stars Mike Modano (19:57) Juha Lind (36:29) Mike Modano (51:08) | 3:2 (1:0, 1:2, 1:0) Spielbericht Stand: 3:2 | San Jose Sharks John MacLean (31:26) Ron Sutter (31:34) | Reunion Arena, Dallas, Texas Zuschauer: 16.928 |

| 2. Mai 1998 | San Jose Sharks Joe Murphy (16:25) Mike Ricci (27:51) | 2:3 n. V. (1:0, 1:2, 0:0, 0:1) Spielbericht Stand: 2:4 | Dallas Stars Richard Matvichuk (30:59) Mike Keane (36:04) Mike Keane (63:43) | San Jose Arena, San José, Kalifornien Zuschauer: 17.483 |

#### (2) Colorado Avalanche – (7) Edmonton Oilers
| 22. April 1998 | Colorado Avalanche Peter Forsberg (35:31) Peter Forsberg (40:17) | 2:3 (0:0, 1:0, 1:3) Spielbericht Stand: 0:1 | Edmonton Oilers Bill Guerin (51:02) Dean McAmmond (52:22) Boris Mironow (54:51) | McNichols Sports Arena, Denver, Colorado Zuschauer: 16.061 |

| 24. April 1998 | Colorado Avalanche Waleri Kamenski (1:22) Peter Forsberg (2:54) Joe Sakic (31:28) Peter Forsberg (33:23) Waleri Kamenski (40:30) | 5:2 (2:0, 2:1, 1:1) Spielbericht Stand: 1:1 | Edmonton Oilers Bill Guerin (30:53) Bill Guerin (55:27) | McNichols Sports Arena, Denver, Colorado Zuschauer: 16.061 |

| 26. April 1998 | Edmonton Oilers Boris Mironow (26:50) Doug Weight (36:44) Bill Guerin (51:11) Kelly Buchberger (52:32) | 4:5 n. V. (0:2, 2:1, 2:1, 0:1) Spielbericht Stand: 1:2 | Colorado Avalanche Adam Deadmarsh (3:50) Claude Lemieux (14:19) Adam Deadmarsh (29:51) Claude Lemieux (42:14) Joe Sakic (75:25) | Edmonton Coliseum, Edmonton, Alberta Zuschauer: 17.099 |

| 28. April 1998 | Edmonton Oilers Ryan Smyth (17:52) | 1:3 (1:1, 0:0, 0:2) Spielbericht Stand: 1:3 | Colorado Avalanche Peter Forsberg (18:09) Claude Lemieux (50:59) Peter Forsberg (59:35) | Edmonton Coliseum, Edmonton, Alberta Zuschauer: 17.099 |

| 30. April 1998 | Colorado Avalanche Stéphane Yelle (16:20) | 1:3 (1:0, 0:0, 0:3) Spielbericht Stand: 3:2 | Edmonton Oilers Bill Guerin (44:25) Mike Grier (53:11) Mike Grier (59:05) | McNichols Sports Arena, Denver, Colorado Zuschauer: 16.061 |

| 2. Mai 1998 | Edmonton Oilers Drake Berehowsky (3:10) Boris Mironow (50:21) | 2:0 (1:0, 0:0, 1:0) Spielbericht Stand: 3:3 | Colorado Avalanche | Edmonton Coliseum, Edmonton, Alberta Zuschauer: 17.099 |

| 4. Mai 1998 | Colorado Avalanche | 0:4 (0:2, 0:1, 0:1) Spielbericht Stand: 3:4 | Edmonton Oilers Janne Niinimaa (4:22) Bill Guerin (19:22) Todd Marchant (28:54) Mats Lindgren (41:45) | McNichols Sports Arena, Denver, Colorado Zuschauer: 16.061 |

#### (3) Detroit Red Wings – (6) Phoenix Coyotes
| 22. April 1998 | Detroit Red Wings Nicklas Lidström (5:31) Joe Kocur (10:36) Sergei Fjodorow (12:59) Darren McCarty (33:16) Joe Kocur (36:11) Kirk Maltby (39:50) | 6:3 (3:1, 3:0, 0:2) Spielbericht Stand: 1:0 | Phoenix Coyotes Rick Tocchet (11:27) Cliff Ronning (45:15) Bob Corkum (51:00) | Joe Louis Arena, Detroit, Michigan Zuschauer: 19.983 |

| 24. April 1998 | Detroit Red Wings Igor Larionow (11:13) Mathieu Dandenault (33:32) Sergei Fjodorow (35:10) Sergei Fjodorow (44:05) | 4:7 (1:2, 2:4, 1:1) Spielbericht Stand: 1:1 | Phoenix Coyotes Mike Gartner (2:34) Keith Tkachuk (11:00) Rick Tocchet (24:39) Jeremy Roenick (27:13) Jeremy Roenick (33:24) Keith Tkachuk (33:51) Rick Tocchet (41:45) | Joe Louis Arena, Detroit, Michigan Zuschauer: 19.983 |

| 26. April 1998 | Phoenix Coyotes Rick Tocchet (40:58) Jeremy Roenick (42:19) Jeremy Roenick (52:47) | 3:2 (0:2, 0:0, 3:0) Spielbericht Stand: 2:1 | Detroit Red Wings Sergei Fjodorow (0:30) Brendan Shanahan (1:01) | America West Arena, Phoenix, Arizona Zuschauer: 16.210 |

| 28. April 1998 | Phoenix Coyotes Rick Tocchet (10:07) Shane Doan (58:31) | 2:4 (1:0, 0:3, 1:1) Spielbericht Stand: 2:2 | Detroit Red Wings Igor Larionow (23:22) Wjatscheslaw Koslow (26:25) Jamie Macoun (39:59) Nicklas Lidström (53:59) | America West Arena, Phoenix, Arizona Zuschauer: 16.210 |

| 30. April 1998 | Detroit Red Wings Tomas Holmström (8:54) Wjatscheslaw Koslow (17:26) Sergei Fjodorow (21:07) | 3:1 (2:1, 1:0, 0:0) Spielbericht Stand: 3:2 | Phoenix Coyotes Rick Tocchet (13:18) | Joe Louis Arena, Detroit, Michigan Zuschauer: 19.983 |

| 3. Mai 1998 | Phoenix Coyotes Jeremy Roenick (7:03) Keith Tkachuk (22:02) | 2:5 (1:1, 1:3, 0:1) Spielbericht Stand: 2:4 | Detroit Red Wings Steve Yzerman (15:28) Brendan Shanahan (23:45) Brendan Shanahan (34:10) Sergei Fjodorow (38:23) Brent Gilchrist (52:20) | America West Arena, Phoenix, Arizona Zuschauer: 16.210 |

#### (4) St. Louis Blues – (5) Los Angeles Kings
| 23. April 1998 | St. Louis Blues Pavol Demitra (1:42) Geoff Courtnall (4:42) Pierre Turgeon (25:46) Jim Campbell (29:17) Jim Campbell (33:41) Pierre Turgeon (35:12) Brett Hull (40:16) Pavol Demitra (41:08) | 8:3 (2:1, 4:0, 2:2) Spielbericht Stand: 1:0 | Los Angeles Kings Craig Johnson (5:00) Glen Murray (43:19) Luc Robitaille (47:05) | Kiel Center, St. Louis, Missouri Zuschauer: 20.120 |

| 25. April 1998 | St. Louis Blues Chris Pronger (21:43) Jim Campbell (51:37) | 2:1 (0:0, 1:1, 1:0) Spielbericht Stand: 2:0 | Los Angeles Kings Glen Murray (27:49) | Kiel Center, St. Louis, Missouri Zuschauer: 20.050 |

| 27. April 1998 | Los Angeles Kings Ian Laperrière (11:01) Yanic Perreault (19:51) Sean O’Donnell (31:03) | 3:4 (2:0, 1:0, 0:4) Spielbericht Stand: 0:3 | St. Louis Blues Pascal Rhéaume (49:59) Brett Hull (51:03) Pierre Turgeon (51:59) Terry Yake (53:06) | Great Western Forum, Inglewood, Kalifornien Zuschauer: 16.005 |

| 29. April 1998 | Los Angeles Kings Jozef Stümpel (48:00) | 1:2 (0:0, 0:1, 1:1) Spielbericht Stand: 0:4 | St. Louis Blues Pavol Demitra (28:05) Craig Conroy (43:22) | Great Western Forum, Inglewood, Kalifornien Zuschauer: 16.005 |

## Conference-Halbfinale

### Eastern Conference

#### (4) Washington Capitals – (8) Ottawa Senators
| 7. Mai 1998 | Washington Capitals Richard Zedník (13:17) Adam Oates (24:03) Peter Bondra (42:39) Brian Bellows (44:25) | 4:2 (1:1, 1:0, 2:1) Spielbericht Stand: 1:0 | Ottawa Senators Daniel Alfredsson (12:21) Andreas Dackell (47:12) | MCI Center, Washington, D.C. Zuschauer: 17.941 |

| 9. Mai 1998 | Washington Capitals Brendan Witt (29:46) Joé Juneau (31:14) Joe Reekie (34:59) Richard Zedník (38:58) Brian Bellows (44:43) Adam Oates (55:18) | 6:1 (0:0, 4:1, 2:0) Spielbericht Stand: 2:0 | Ottawa Senators Alexei Jaschin (30:50) | MCI Center, Washington, D.C. Zuschauer: 19.740 |

| 11. Mai 1998 | Ottawa Senators Daniel Alfredsson (5:24) Daniel Alfredsson (8:17) Daniel Alfredsson (16:58) Alexei Jaschin (30:54) | 4:3 (3:1, 1:2, 0:0) Spielbericht Stand: 1:2 | Washington Capitals Sergei Gontschar (10:41) Peter Bondra (21:08) Richard Zedník (33:49) | Corel Centre, Ottawa, Ontario Zuschauer: 18.500 |

| 13. Mai 1998 | Ottawa Senators | 0:2 (0:1, 0:0, 0:1) Spielbericht Stand: 1:3 | Washington Capitals Sergei Gontschar (18:30) Mark Tinordi (59:55) | Corel Centre, Ottawa, Ontario Zuschauer: 18.500 |

| 15. Mai 1998 | Washington Capitals Joé Juneau (22:39) Sergei Gontschar (58:34) Calle Johansson (59:42) | 3:0 (0:0, 1:0, 2:0) Spielbericht Stand: 4:1 | Ottawa Senators | MCI Center, Washington, D.C. Zuschauer: 17.970 |

#### (6) Buffalo Sabres – (7) Canadiens de Montréal
| 8. Mai 1998 | Buffalo Sabres Brian Holzinger (2:52) Geoff Sanderson (9:02) Geoff Sanderson (62:37) | 3:2 n. V. (2:0, 0:0, 0:2, 1:0) Spielbericht Stand: 1:0 | Canadiens de Montréal Turner Stevenson (54:16) Vincent Damphousse (54:26) | Marine Midland Arena, Buffalo, New York Zuschauer: 18.595 |

| 10. Mai 1998 | Buffalo Sabres Michal Grošek (8:38) Donald Audette (22:24) Dixon Ward (35:12) Matthew Barnaby (38:27) Matthew Barnaby (40:13) Matthew Barnaby (59:11) | 6:3 (1:1, 3:2, 2:0) Spielbericht Stand: 2:0 | Canadiens de Montréal Igor Ulanow (7:18) Wladimir Malachow (24:19) Mark Recchi (34:44) | Marine Midland Arena, Buffalo, New York Zuschauer: 18.595 |

| 12. Mai 1998 | Canadiens de Montréal Turner Stevenson (4:23) Turner Stevenson (12:16) Saku Koivu (24:21) Wladimir Malachow (36:30) | 4:5 n. V. (2:3, 2:1, 0:0, 0:0, 0:1) Spielbericht Stand: 0:3 | Buffalo Sabres Curtis Brown (4:46) Michael Peca (11:22) Václav Varaďa (19:12) Geoff Sanderson (24:42) Michael Peca (81:24) | Centre Molson, Montréal, Québec Zuschauer: 20.829 |

| 14. Mai 1998 | Canadiens de Montréal Martin Ručínský (33:31) | 1:3 (0:1, 1:2, 0:0) Spielbericht Stand: 0:4 | Buffalo Sabres Matthew Barnaby (4:53) Donald Audette (28:41) Miroslav Šatan (30:31) | Centre Molson, Montréal, Québec Zuschauer: 21.152 |

### Western Conference

#### (1) Dallas Stars – (7) Edmonton Oilers
| 7. Mai 1998 | Dallas Stars Sergei Subow (3:14) Sergei Subow (8:22) Mike Keane (43:32) | 3:1 (2:0, 0:1, 1:0) Spielbericht Stand: 1:0 | Edmonton Oilers Waleri Selepukin (30:34) | Reunion Arena, Dallas, Texas Zuschauer: 16.928 |

| 9. Mai 1998 | Dallas Stars | 0:2 (0:0, 0:1, 0:1) Spielbericht Stand: 1:1 | Edmonton Oilers Doug Weight (36:06) Rem Murray (59:49) | Reunion Arena, Dallas, Texas Zuschauer: 16.928 |

| 11. Mai 1998 | Edmonton Oilers | 0:1 n. V. (0:0, 0:0, 0:0, 0:1) Spielbericht Stand: 1:2 | Dallas Stars Benoît Hogue (73:07) | Edmonton Coliseum, Edmonton, Alberta Zuschauer: 17.099 |

| 13. Mai 1998 | Edmonton Oilers Scott Fraser (10:13) | 1:3 (1:1, 0:1, 0:1) Spielbericht Stand: 1:3 | Dallas Stars Guy Carbonneau (8:46) Benoît Hogue (34:52) Benoît Hogue (51:45) | Edmonton Coliseum, Edmonton, Alberta Zuschauer: 17.099 |

| 16. Mai 1998 | Dallas Stars Derian Hatcher (19:55) Greg Adams (57:34) | 2:1 (1:0, 0:0, 1:1) Spielbericht Stand: 4:1 | Edmonton Oilers Bill Guerin (59:31) | Reunion Arena, Dallas, Texas Zuschauer: 16.928 |

#### (3) Detroit Red Wings – (4) St. Louis Blues
| 8. Mai 1998 | Detroit Red Wings Martin Lapointe (34:33) Tomas Holmström (56:46) | 2:4 (0:1, 1:0, 1:3) Spielbericht Stand: 0:1 | St. Louis Blues Todd Gill (3:55) Jim Campbell (40:18) Brett Hull (43:48) Jim Campbell (50:28) | Joe Louis Arena, Detroit, Michigan Zuschauer: 19.983 |

| 10. Mai 1998 | Detroit Red Wings Martin Lapointe (17:13) Nicklas Lidström (29:01) Tomas Holmström (32:29) Steve Yzerman (38:47) Larry Murphy (58:51) Kirk Maltby (59:33) | 6:1 (1:1, 3:0, 2:0) Spielbericht Stand: 1:1 | St. Louis Blues Terry Yake (9:29) | Joe Louis Arena, Detroit, Michigan Zuschauer: 19.983 |

| 12. Mai 1998 | St. Louis Blues Al MacInnis (9:15) Al MacInnis (59:05) | 2:3 n. V. (1:1, 0:1, 1:0, 0:0, 0:1) Spielbericht Stand: 1:2 | Detroit Red Wings Darren McCarty (3:10) Tomas Holmström (21:36) Brendan Shanahan (91:12) | Kiel Center, St. Louis, Missouri Zuschauer: 20.621 |

| 14. Mai 1998 | St. Louis Blues Jim Campbell (21:16) Pierre Turgeon (39:53) | 2:5 (0:1, 2:1, 0:3) Spielbericht Stand: 1:3 | Detroit Red Wings Brendan Shanahan (9:20) Joe Kocur (20:54) Wjatscheslaw Koslow (41:12) Sergei Fjodorow (48:04) Sergei Fjodorow (59:14) | Kiel Center, St. Louis, Missouri Zuschauer: 20.681 |

| 17. Mai 1998 | Detroit Red Wings Martin Lapointe (31:03) | 1:3 (0:0, 1:3, 0:0) Spielbericht Stand: 3:2 | St. Louis Blues Geoff Courtnall (21:44) Mike Eastwood (22:58) Todd Gill (29:21) | Joe Louis Arena, Detroit, Michigan Zuschauer: 19.983 |

| 19. Mai 1998 | St. Louis Blues Jim Campbell (54:35) | 1:6 (0:2, 0:2, 1:2) Spielbericht Stand: 2:4 | Detroit Red Wings Darren McCarty (12:08) Doug Brown (14:29) Martin Lapointe (25:03) Martin Lapointe (27:56) Tomas Holmström (45:53) Steve Yzerman (49:40) | Kiel Center, St. Louis, Missouri Zuschauer: 20.591 |

## Conference-Finale

### Eastern Conference

#### (4) Washington Capitals – (6) Buffalo Sabres
| 23. Mai 1998 | Washington Capitals | 0:2 (0:0, 0:2, 0:0) Spielbericht Stand: 0:1 | Buffalo Sabres Michal Grošek (20:31) Miroslav Šatan (21:55) | MCI Center, Washington, D.C. Zuschauer: 19.740 |

| 25. Mai 1998 | Washington Capitals Peter Bondra (39:55) Joé Juneau (54:06) Todd Krygier (63:01) | 3:2 n. V. (0:1, 1:0, 1:1, 1:0) Spielbericht Stand: 1:1 | Buffalo Sabres Václav Varaďa (19:02) Matthew Barnaby (59:03) | MCI Center, Washington, D.C. Zuschauer: 19.740 |

| 28. Mai 1998 | Buffalo Sabres Donald Audette (14:59) Matthew Barnaby (22:08) Brian Holzinger (32:12) | 3:4 n. V. (1:2, 2:1, 0:0, 0:1) Spielbericht Stand: 1:2 | Washington Capitals Peter Bondra (4:57) Richard Zedník (10:27) Richard Zedník (36:17) Peter Bondra (69:37) | Marine Midland Arena, Buffalo, New York Zuschauer: 18.595 |

| 30. Mai 1998 | Buffalo Sabres | 0:2 (0:0, 0:0, 0:2) Spielbericht Stand: 1:3 | Washington Capitals Craig Berube (42:34) Joé Juneau (53:38) | Marine Midland Arena, Buffalo, New York Zuschauer: 18.595 |

| 2. Juni 1998 | Washington Capitals Andrei Nikolischin (16:29) | 1:2 (1:1, 0:0, 0:1) Spielbericht Stand: 3:2 | Buffalo Sabres Darryl Shannon (6:33) Jason Woolley (55:34) | MCI Center, Washington, D.C. Zuschauer: 19.740 |

| 4. Juni 1998 | Buffalo Sabres Michael Peca (33:04) Paul Kruse (47:40) | 2:3 n. V. (0:0, 1:1, 1:1, 0:1) Spielbericht Stand: 2:4 | Washington Capitals Esa Tikkanen (33:26) Peter Bondra (54:01) Joé Juneau (66:24) | Marine Midland Arena, Buffalo, New York Zuschauer: 18.595 |

### Western Conference

#### (1) Dallas Stars – (3) Detroit Red Wings
| 24. Mai 1998 | Dallas Stars | 0:2 (0:0, 0:2, 0:0) Spielbericht Stand: 0:1 | Detroit Red Wings Wjatscheslaw Koslow (20:57) Martin Lapointe (33:38) | Reunion Arena, Dallas, Texas Zuschauer: 16.928 |

| 26. Mai 1998 | Dallas Stars Bob Bassen (5:56) Greg Adams (31:12) Guy Carbonneau (59:48) | 3:1 (1:0, 1:1, 1:0) Spielbericht Stand: 1:1 | Detroit Red Wings Wjatscheslaw Koslow (32:59) | Reunion Arena, Dallas, Texas Zuschauer: 16.928 |

| 29. Mai 1998 | Detroit Red Wings Brent Gilchrist (5:50) Nicklas Lidström (12:43) Nicklas Lidström (24:13) Jamie Macoun (25:33) Martin Lapointe (55:55) | 5:3 (2:0, 2:1, 1:2) Spielbericht Stand: 2:1 | Dallas Stars Jere Lehtinen (33:13) Jere Lehtinen (44:39) Mike Modano (47:34) | Joe Louis Arena, Detroit, Michigan Zuschauer: 19.983 |

| 31. Mai 1998 | Detroit Red Wings Kirk Maltby (7:02) Steve Yzerman (12:10) Wjatscheslaw Koslow (51:30) | 3:2 (2:0, 0:1, 1:1) Spielbericht Stand: 3:1 | Dallas Stars Pat Verbeek (34:31) Sergei Subow (40:55) | Joe Louis Arena, Detroit, Michigan Zuschauer: 19.983 |

| 3. Juni 1998 | Dallas Stars Mike Keane (14:16) Guy Carbonneau (58:35) Jamie Langenbrunner (60:46) | 3:2 n. V. (1:1, 0:1, 1:0, 1:0) Spielbericht Stand: 2:3 | Detroit Red Wings Tomas Holmström (19:17) Igor Larionow (23:40) | Reunion Arena, Dallas, Texas Zuschauer: 16.928 |

| 5. Juni 1998 | Detroit Red Wings Larry Murphy (6:20) Sergei Fjodorow (21:48) | 2:0 (1:0, 1:0, 0:0) Spielbericht Stand: 4:2 | Dallas Stars | Joe Louis Arena, Detroit, Michigan Zuschauer: 19.983 |

## Stanley-Cup-Finale

### (W3) Detroit Red Wings – (E4) Washington Capitals
| 9. Juni 1998 | Detroit Red Wings Joe Kocur (14:04) Nicklas Lidström (16:18) | 2:1 (2:0, 0:1, 0:0) Spielbericht Stand: 1:0 | Washington Capitals Richard Zedník (35:57) | Joe Louis Arena, Detroit, Michigan Zuschauer: 19.983 |

| 11. Juni 1998 | Detroit Red Wings Steve Yzerman (7:49) Steve Yzerman (46:37) Martin Lapointe (48:08) Doug Brown (55:46) Kris Draper (75:24) | 5:4 n. V. (1:0, 0:3, 3:1, 1:0) Spielbericht Stand: 2:0 | Washington Capitals Peter Bondra (21:51) Chris Simon (26:11) Adam Oates (31:03) Joé Juneau (47:05) | Joe Louis Arena, Detroit, Michigan Zuschauer: 19.983 |

| 13. Juni 1998 | Washington Capitals Brian Bellows (50:35) | 1:2 (0:1, 0:0, 1:1) Spielbericht Stand: 0:3 | Detroit Red Wings Tomas Holmström (0:35) Sergei Fjodorow (55:09) | MCI Center, Washington, D.C. Zuschauer: 19.740 |

| 16. Juni 1998 | Washington Capitals Brian Bellows (27:49) | 1:4 (0:1, 1:2, 0:1) Spielbericht Stand: 0:4 | Detroit Red Wings Doug Brown (10:30) Martin Lapointe (22:26) Larry Murphy (31:46) Doug Brown (41:32) | MCI Center, Washington, D.C. Zuschauer: 19.740 |

### Stanley-Cup-Sieger
Der Stanley-Cup-Sieger Detroit Red Wings ließ traditionell insgesamt 55 Personen, davon nur 26 Spieler sowie einige Funktionäre, darunter der Trainerstab und das Management, auf den Sockel der Trophäe eingravieren. Unter den Funktionären waren auch die Assistenztrainer Dave Lewis und Barry Smith sowie Scout Mark Howe. Für die Spieler gilt dabei, dass sie entweder 41 Partien für die Mannschaft in der regulären Saison bestritten haben sollten oder eine Partie in der Finalserie. Dabei gibt es aber auch immer wieder Ausnahmeregelungen. Wladimir Konstantinow und Masseur Sergei Mnatsakanov, die nach der Cup-Feier im Vorjahr bei einem Autounfall lebensgefährlich verletzt wurden und ihren Jobs nicht mehr nachgehen konnten, wurden auf dem Stanley Cup eingraviert, da sie immer noch als Teil des Teams betrachtet wurden. Der 87-jährige Wally Crossman, der sich bei den Wings um die Ausrüstung kümmerte, war die älteste Person, die bis dahin auf dem Cup verewigt wurde.
Die 26 Spieler Detroits setzen sich aus zwei Torhütern, neun Verteidigern und 15 Angreifern zusammen. Im Kader der Red Wings standen neun Europäer, mehr als je zuvor bei einem Stanley-Cup-Sieger. Manny Legace wurde versehentlich als Legece eingraviert. Larry Murphy, der bereits am Anfang der 1990er Jahre zweimal den Stanley Cup mit Pittsburgh gewonnen hatte, war nun auch mit den Red Wings zum zweiten Mal erfolgreich.
| Stanley-Cup-Sieger Detroit Red Wings | Torhüter: Kevin Hodson, Chris Osgood Verteidiger: Anders Eriksson, Wjatscheslaw Fetissow, Wladimir Konstantinow, Nicklas Lidström, Jamie Macoun, Dmitri Mironow, Larry Murphy, Bob Rouse, Aaron Ward Angreifer: Doug Brown, Mathieu Dandenault, Kris Draper, Sergei Fjodorow, Brent Gilchrist, Tomas Holmström, Mike Knuble, Joe Kocur, Wjatscheslaw Koslow, Martin Lapointe, Igor Larionow, Kirk Maltby, Darren McCarty, Brendan Shanahan, Steve Yzerman (C) Cheftrainer: Scotty Bowman General Manager: Ken Holland |

## Beste Scorer
Abkürzungen: GP = Spiele, G = Tore, A = Assists, Pts = Punkte, +/− = Plus/Minus, PIM = Strafminuten; Fett: Bestwert
| Spieler             | Team       | GP | G  | A  | Pts | +/− | PIM |
| ------------------- | ---------- | -- | -- | -- | --- | --- | --- |
| Steve Yzerman       | Detroit    | 22 | 6  | 18 | 24  | +10 | 22  |
| Sergei Fjodorow     | Detroit    | 22 | 10 | 10 | 20  | ±0  | 12  |
| Tomas Holmström     | Detroit    | 22 | 7  | 12 | 19  | +9  | 16  |
| Nicklas Lidström    | Detroit    | 22 | 6  | 13 | 19  | +12 | 8   |
| Joé Juneau          | Washington | 21 | 7  | 10 | 17  | +6  | 8   |
| Adam Oates          | Washington | 21 | 6  | 11 | 17  | +8  | 8   |
| Martin Lapointe     | Detroit    | 21 | 9  | 6  | 15  | +6  | 20  |
| Larry Murphy        | Detroit    | 22 | 3  | 12 | 15  | +12 | 2   |
| Wjatscheslaw Koslow | Detroit    | 22 | 6  | 8  | 14  | +4  | 10  |
| Mike Modano         | Dallas     | 17 | 4  | 10 | 14  | +4  | 12  |

## Beste Torhüter
Die kombinierte Tabelle zeigt die jeweils drei besten Torhüter in den Kategorien Gegentorschnitt und Fangquote sowie die jeweils Führenden in den Kategorien Shutouts und Siege.
Abkürzungen: GP = Spiele, Min = Eiszeit (in Minuten), W = Siege, L = Niederlagen, GA = Gegentore, SO = Shutouts, Sv% = gehaltene Schüsse (in %), GAA = Gegentorschnitt; Fett: Bestwert; Sortiert nach Gegentorschnitt.
 Erfasst werden nur Torhüter mit 180 absolvierten Spielminuten.
| Spieler       | Team       | GP | Min     | W  | L | GA | SO | Sv%  | GAA  |
| ------------- | ---------- | -- | ------- | -- | - | -- | -- | ---- | ---- |
| Ed Belfour    | Dallas     | 17 | 1039:02 | 10 | 7 | 31 | 1  | 92,2 | 1,79 |
| Curtis Joseph | Edmonton   | 12 | 715:52  | 5  | 7 | 23 | 3  | 92,8 | 1,93 |
| Olaf Kölzig   | Washington | 21 | 1351:04 | 12 | 9 | 44 | 4  | 94,1 | 1,95 |
| Dominik Hašek | Buffalo    | 15 | 947:55  | 10 | 5 | 32 | 1  | 93,8 | 2,03 |
| Chris Osgood  | Detroit    | 22 | 1361:04 | 16 | 6 | 48 | 2  | 91,8 | 2,12 |